# Vadym Prystaïko
Vadym Prystaïko (en ukrainien : Вадим Володимирович Пристайко, né le 20 février 1970 à Kilia) est un diplomate et homme politique ukrainien.

## Biographie
Il fit ses études à l'Institut polytechnique de Kiev.
Il fut ambassadeur de l'Ukraine auprès de l'OTAN. du 7 juillet 2017 au 29 août 2019 ; ambassadeur de l'Ukraine auprès du Canada du 8 novembre 2012 au 26 novembre 2014.
Il fut, du 29 août 2019 au 4 mars 2020, ministre des Affaires étrangères du gouvernement Hontcharouk vice-Premier ministre d'Ukraine du gouvernement Chmyhal.